# Neverwinter Nights 2
Neverwinter Nights 2 (NWN2) is een computer role-playing game ontwikkeld door Obsidian Entertainment en uitgegeven door Atari. Het is het vervolg op Neverwinter Nights van BioWare, een computer role-playing game gebaseerd op Dungeons & Dragons. NWN2 maakt niet zoals zijn voorganger gebruik van de 3e editie van regels van Dungeon & Dragons maar van de 3.5e editie. Deze zijn aangepast voor real-time gameplay.